# Saï Saï
Saï Saï est un groupe de reggae et ragga français depuis 1985. Saï Saï signifie coquin (ou petit malin) en wolof (langue la plus parlée au Sénégal).

## Biographie[1]
Dès 1985, ils participent à des sound system tout en animant des émissions radiophoniques à Paris sur Carbone 14, radio Ici et Maintenant, radio Nova, radio Aligre. Mr Ricky et Ramses Ooki, produisent des titres depuis leurs 16 ans.
En 1990, ils sont sur la première compilation de rap en français, Rapattitude, avec le titre Rouleur à l'heure.
En 1991 ils font un duo avec MC Solaar dans le cadre des 30 films contre l'oubli d'Amnesty International. Court métrage de Costa-Gavras : Pour Kim Song-Man.
En 1992, les Saï Saï produisent leur 1er album, Reggae Dance Hall, avec les britanniques Mafia & Fluxy aux riddims et Peter Chemist au mixage.
En 1993, ils enregistrent un maxi avec le groupe Les Satellites : Les Satellites capturent Saï Saï et tournent un clip Protégez les bébés, suivi d'une année de tournée commune.
En 1994, sort leur second album, Le Ragga ça l’fait.
Des rythmes ragga, reggae et autres accompagnent des thèmes ancrés dans leur époque et marqué par cette touche d’humour qui caractérise le son Saï Saï.
1995, les Saï Saï enchaînent promotions et concerts en fidélisant un public de plus en plus nombreux. En avril, après un concert, ils sont bloqués dans Sarajevo. Entre snipers et bombardements, ils improvisent des concerts, un clip et des sessions pour la jeunesse yougoslave. Ils sortiront du pays aidés par ces derniers, passant la frontière au nez des forces armées.
En 1997, quelques centaines de concerts plus loin, Ramses et Ricky créent leurs propre label " RARE Sound " (Ramses and Ricky Energy). Leur première auto-production, La Rime paie, est un hit massivement diffusé.
1998 pendant que clip et remix de La Rime paie déferlent sur les ondes, Ricky et Ramsès dans leur résidence secondaire de Londres, préparent la sortie de leur 3e album, L'Esprit du sound concocté avec Rafe MC Kenna et l’équipe de toujours : Yves Aouizérate et Popa Levi. On notera la présence d'invités tels que Mafia et Fluxy, Gordon Syrus (Breaking’Bread), Daniel Ray, Alan (ghetto tribe) et Sister Nubia.
Après deux ans sur les routes avec une nouvelle formation (quatre musiciens et trois techniciens) les Saï Saï concluent la tournée par l’enregistrement du Live en 2000 à la Flèche d’Or (20e ar. de Paris).
Ils réalisent le titre Non à l’exécution avec Marshall DJ pour la compilation Justice pour Mumia Abu Jamal.
Leur version ska du titre Le Chanteur de Daniel Balavoine, reste interdite de sortie jusqu’à ce jour, faute d’avoir obtenu l’autorisation des ayants droit.
Ils reprennent le titre de Plastic Bertrand Ça plane pour moi en 2008 sur la compilation Il est 5h02 Kingston s'éveille
Réédition du titre La Rime paie au sein de la compilation Méga Reggae, très largement diffusée.
Ricky et Ramses sont tous deux de grands amis de Pierpoljak, figure de proue du reggae francophone sur la scène internationale.

## Discographie

### LP
- Reggae Dance Hall (1992) TAK-TIK / WMD
- Le Ragga ça l'fait (1995) Saï-Saï / WEA
- L'Esprit du sound (1998) RARE Sound - TREMA / Sony

### Autres
- Savez-vous faire le DJ ? (single 2 titres)(1988)
- La Rime paie (maxi 3 titres)(1998)
- Live en 2000